# Pityphyllum laricinum
Pityphyllum laricinum är en orkidéart som först beskrevs av Friedrich Fritz Wilhelm Ludwig Kraenzlin, och fick sitt nu gällande namn av Rudolf Schlechter. Pityphyllum laricinum ingår i släktet Pityphyllum och familjen orkidéer. Inga underarter finns listade i Catalogue of Life.